# عدد فورييه

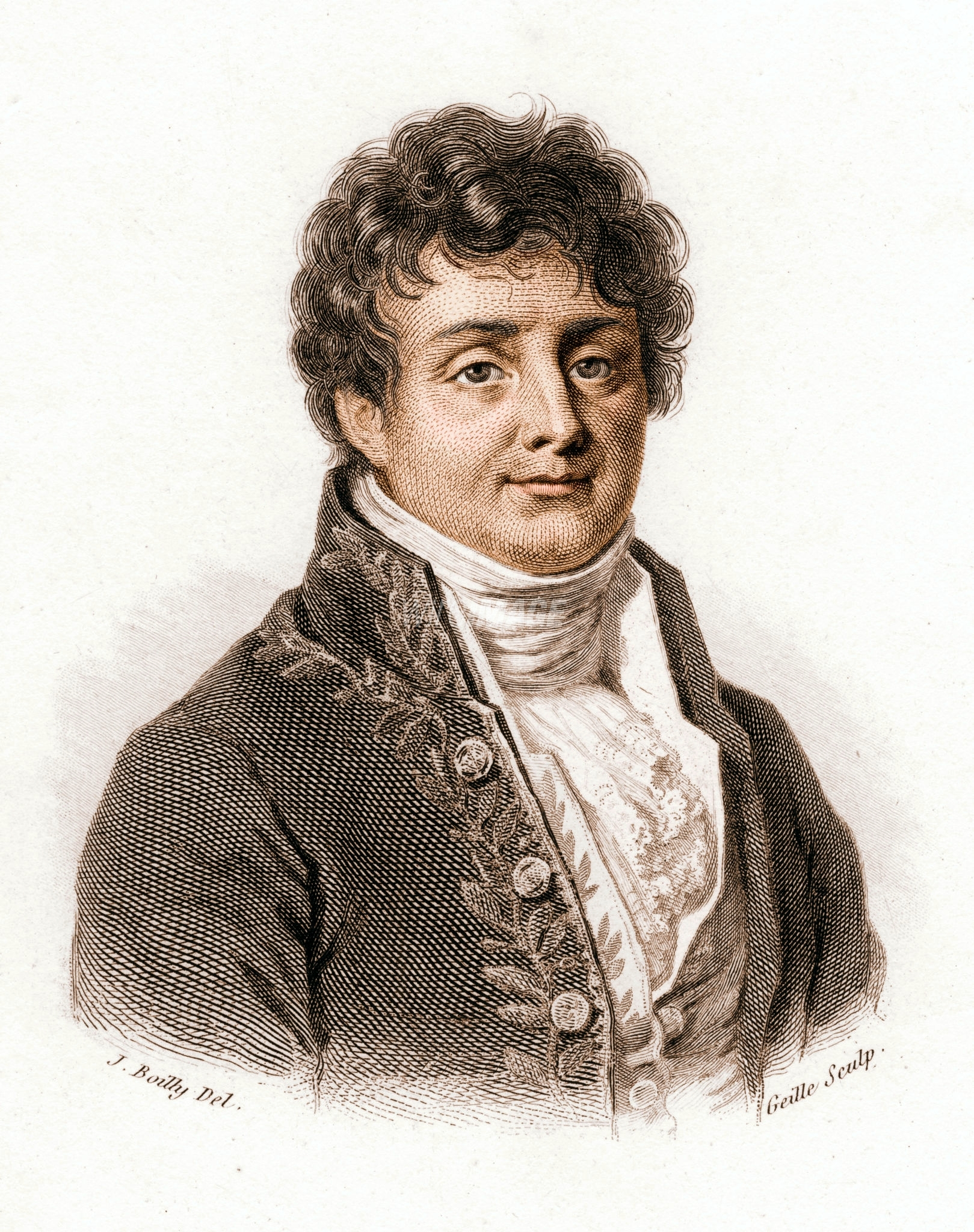
فورييه

عدد فورييه أو معامل فورييه (Fo) سمي على اسم العالم جون باتيست جوزيف فورييه، وهو رقم -يستخدم في الفيزياء والهندسة- ليس له وحدات ويميز التوصيل الحراري. وهو يعبر عن النسبة بين معدل التوصيل الحراري إلى معدل تخزين الطاقة الحرارية. وهو يميز مشاكل التوصيل.

## التعريف
هو يعرف كما يلي:
{\displaystyle {\mbox{Fo}}={\frac {\alpha t}{R^{2}}}}
α : الانتشارية الحرارية [ م^2/ث].
T : المدة الزمنية [ث].
R : الطول الازم لحدوث التوصيل[م].
للنقل الجماعي العابر عن طريق الانتشار هناك رقم يكافئ رقم فورييه ويرمز له Fo أيضا ويعرف كما يلي:
{\displaystyle {\mbox{Fo}}={\frac {Dt}{L^{2}}}}
D"" : الانتشارية.
"t" : مقياس للمده الزمنية.
"L" : مقياس الطول.

## استخدامات رقم فورييه
يستخدم مع عدد بيوت في حل مشاكل التوصيل في حالة عدم الاستقرار. رقم فورييه يستخدم كثيرا كعلامة للوقت ليس له وحدات. في حالة إن كان رقم بيوت أقل من 0.1، فإن المعادلة الآتية مستمدة من رقم بيوت ويمكن استخدام رقم فورييه لإيجاد الفترة الزمنية. T0 هي درجه الحرارة في البداية وT هي درجه الحرارة في المركز.
{\displaystyle t={\frac {\rho {{c}_{p}}V}{hA}}ln{\frac {{{T}_{0}}-{{T}_{\infty }}}{T-{{T}_{\infty }}}}}